# Święty Mateusz i anioł (obraz Guida Reniego)
Święty Mateusz i anioł (wł. San Matteo e l’angelo) – obraz olejny na płótnie włoskiego malarza Guida Reniego z 1620–1622 roku w zbiorach Pinakoteki Watykańskiej.

## Obrazy Reniego
Guido Reni przedstawiał ewangelistów kilkukrotnie. Zachowały się dwie serie przedstawień, jedna w Rzymie i druga w Neapolu. Watykański Święty Mateusz i anioł jest bardzo podobny do pozostałych obrazów Reniego, być może stanowił element jakiegoś utraconego lub rozproszonego kompletu. Artysta namalował ewangelistę Mateusza z aniołem farbą olejna na płótnie. Obraz datowany jest na lata 1620–1622. Dzieło posiada wymiary 79 x 66 x 4 cm. Ofiarował je Stolicy Apostolskiej Antonio Castellano 11 lipca 1924 roku, wcześniej stanowiło część jego kolekcji zgromadzonej w Neapolu. Pinakoteka Watykańska eksponuje obraz w sali XII (nr muzealny MV.40395.0.0).

## Wersja z kościoła kapucynów
Obraz Święty Mateusz i anioł wraz z innymi trzema przedstawieniami ewangelistów stanowił inwentarz klasztoru kapucyńskiego przy Via Veneto w Rzymie. Był darowizną Giangiacoma Menichiniego, pochodzącego z Bolonii. Ofiarodawca zobowiązał w 1642 roku zakonników, by nigdy nie wyzbywali się tych czterech obrazów. Autorami przedstawień byli związani z Bolonią: Guido Reni, Lionello Spada, Alessandro Tiarini oraz Lucio Massari. Ewangeliści wisieli w chórze kościoła Santa Maria della Concezione. W 1955 roku włoski historyk sztuki Carlo Volpe przypisał Świętego Mateusza i anioła Massariemu. Gdy w 2010 roku przygotowywano wystawę z okazji czterechsetnej rocznicy śmierci Caravaggia, postanowiono zaprezentować także cztery płótna z chóru kościoła kapucynów. Za obrazem odnaleziono ukryty oryginalny pergamin z 1642 roku, z którego wynikało, iż autorem dzieła nie był Massari ale Guido Reni. Atrybucję tę potwierdziły również inne dokumenty, które skonsultowano w archiwum klasztornym.
Obraz z kościoła kapucynów przedstawia całą postać św. Mateusza. Nie wszyscy historycy przyjmują autorstwo Reniego.

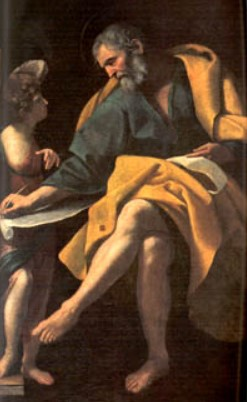
Obraz z kościoła kapucynów